# 書斎の聖アウグスティヌス (ボッティチェッリ、ウフィツィ美術館)
『書斎の聖アウグスティヌス』（しょさいのせいアウグスティヌス、伊: Sant'Agostino nello studio, 英: Saint Augustine in His Study）は、イタリアの盛期ルネサンスの巨匠サンドロ・ボッティチェッリが1490年から1494年頃に制作した絵画である。テンペラ画。キリスト教のラテン教父の1人である聖アウグスティヌスを主題としている。現在はフィレンツェのウフィツィ美術館に所蔵されている。

## 主題
聖アウグスティヌスから聖キュリロスに宛てた偽書簡によると、あるとき、聖アウグスティヌスは遠方の地にいる聖ヒエロニムスに手紙を書いていた。手紙の目的は三位一体の論考に関する意見を聖ヒエロニムスに尋ねることであった。ちょうどそのとき、聖ヒエロニムスは臨終の間際であった。すでに時刻は日没を過ぎ、聖アウグスティヌスは暗い部屋の中で手紙の冒頭の挨拶を書き終えた。すると部屋に大きな光が現れ、芳香が漂い、聖ヒエロニムスの声が聴こえてきた。「アウグスティヌスよ、あなたが今考えていることは、大海のすべての水を小さな小瓶に入れるようなものだ。そのような小さな器では到底計りきれないものを、あなたは計ろうとしているのですよ」。

## 作品

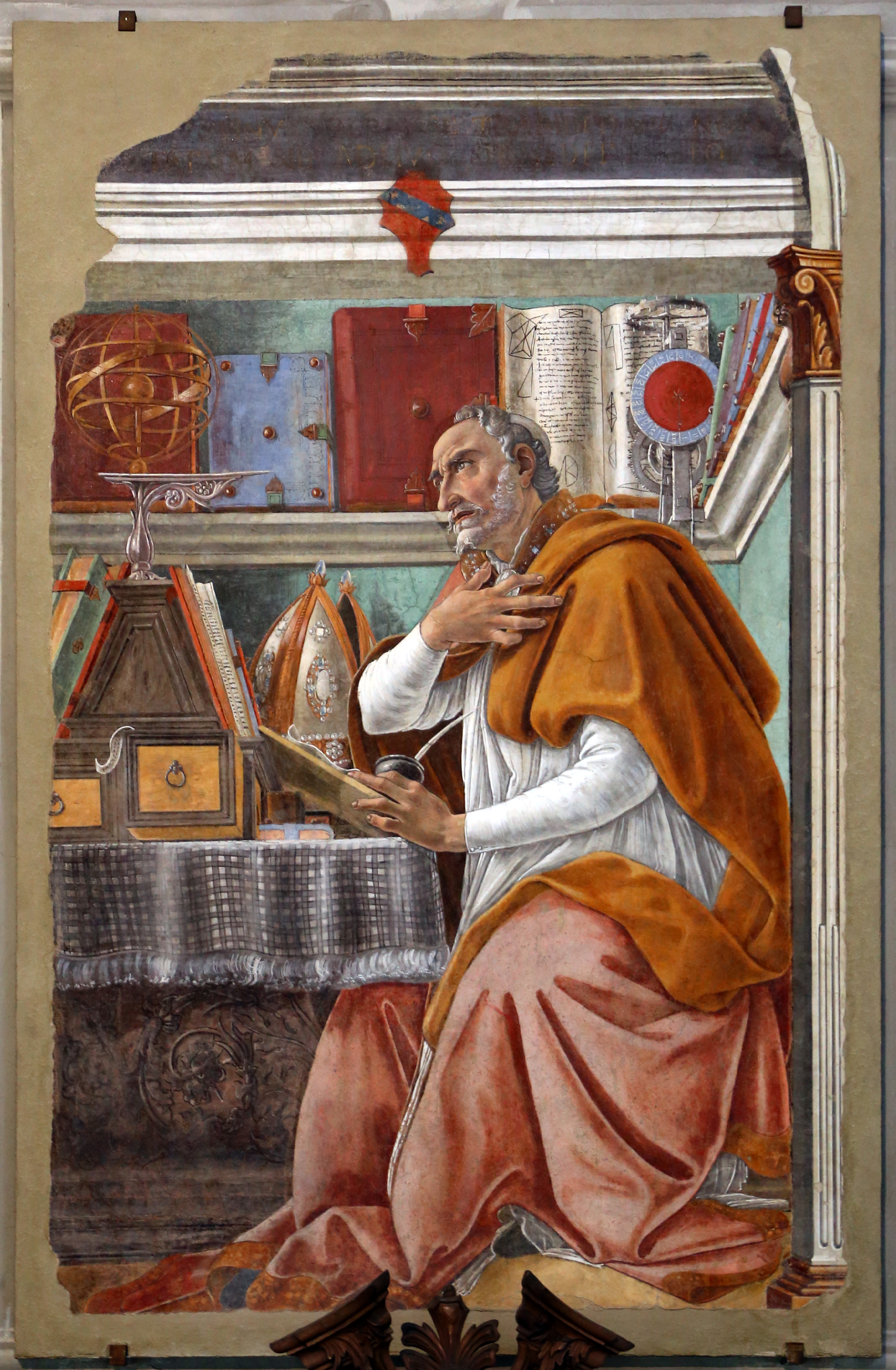
1480年のフレスコ画『書斎の聖アウグスティヌス』。オニッサンティ教会所蔵。

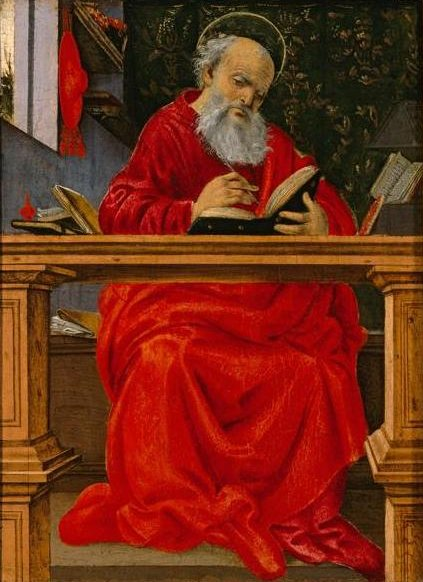
フィリッピーノ・リッピの1493年頃の作品『書斎の聖ヒエロニムス』。エルパソ美術館所蔵。

ボッティチェッリは自身の書斎で書物に向かってペンを走らせている聖アウグスティヌスを描いている。聖人の書斎は筒型のヴォールト天井を持つ僧房として描かれている。しかしその室内は狭く、机として置かれている板は部屋の左端から右端まで達している。聖アウグスティヌスはその机の前に正面を向いて座り、鵞鳥ペンを手にして書き物をしているが、机の下には破り捨てた紙屑と鵞鳥の羽が無造作に散らばっている。僧房の入口のカーテンは画面左に寄せられているが、そこから温かな光が差し込んで、僧房の中に影を作り、画面右の壁を明るく照らしている。背後の壁には聖母マリアの浮彫りが見える。また画面上の両端にある柱の上のペンデンティブには、いずれも花綱装飾で囲まれた横顔の肖像が浮彫りされている。美術史家ロナルド・ライトボーンによると、この2つの肖像は聖アウグスティヌスの時代に東西のローマ帝国の皇帝であったアルカディウスとホノリウスである。また3つの浮彫りは、ボッティチェッリの芸術とその発展を支えた人文主義とキリスト教の統合が象徴的に表れているとして注目されている。
ボッティチェッリは、すでに1489年から1490年にサン・マルコ修道院の礼拝堂の祭壇画として制作した『聖母戴冠と四聖人』（Incoronazione della Vergine e quattro santi）のプレデッラで、書斎にいる聖アウグスティヌスの主題を取り上げている。しかし本作品に描かれた聖アウグスティヌスは執筆をしておらず、描写も精緻ではない。一方、本作品の聖アウグスティヌスは精細かつ入念に描写されている。
ボッティチェッリは聖アウグスティヌスの司教としての側面と修道院の創設者としての側面を強調するため、司教の僧正服の上に修道士のスカプラリオをまとわせている。この点から、おそらく聖アウグスティヌス会に属する修道院の発注によって制作されたと考えられているが、具体的にどの修道院から発注されたのかは不明である。ライトボーンはサント・スピリト修道院としているが、フィレンツェには同系列の修道院が他にもあったため、説得力に欠ける。
ボッティチェッリの晩年の作品の多くと同様に、絵画はジロラモ・サヴォナローラの説教に触発されたものである。

### 帰属
帰属については、古くはジョルジョ・ヴァザーリがフィレンツェの名門貴族ベルナルド・ヴェッキエッティ（Bernard Vecchietti）の邸宅で本作品を見ており、画家の師であるフィリッポ・リッピの作品として記録している。一方、ラファエロ・ボルギーニはヴェッキエッティが所有していたボッティチェッリの作品について言及しているのに対し、ヒリッポ・リッピの作品については一言も述べていない。そのためボルギーニはおそらくヴェッキエッティ邸で本作品を見ており、その際に制作者を正確にボッティチェッリと見なしたと考えられている。18世紀後半には、ウフィツィ美術館館長ジュゼッペ・ベンチヴェンニ・ペッリがフィリッポ・リッピに帰属している。1890年に本作品を最初にボッティチェッリに帰属したのは美術史家ジョヴァンニ・モレッリである。それ以降、ボッティチェッリへの帰属は疑問視されていない。

## 来歴
16世紀後半にベルナルド・ヴェッキエッティが所有していた本作品は、1771年にフィレンツェに住んだイギリス系イタリア人の画家・美術商イグナツィオ・ハグフォードの手に渡った。さらにピエロ・ピエラッリに購入され、1779年にウフィツィ美術館に売却された。

## 影響
フィリッピーノ・リッピはおそらく本作品に影響を受け、1493年頃に『書斎の聖ヒエロニムス』（San Girolamo nel suo studio）を制作している。

## ギャラリー
ボッティチェッリのその他の作例

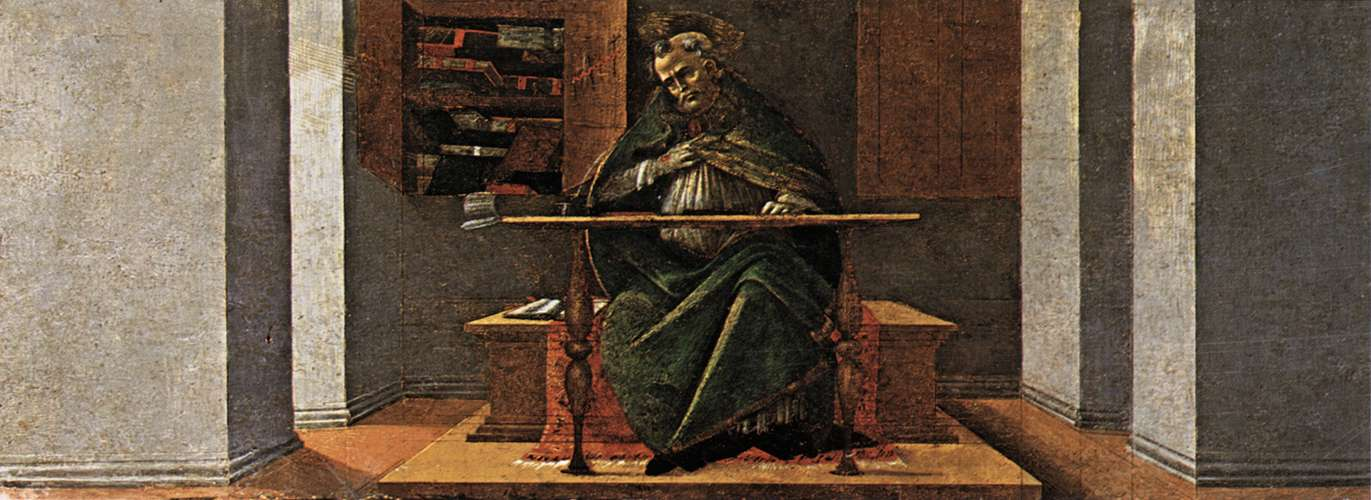
「書斎の聖アウグスティヌス」（サン・マルコ祭壇画『聖母戴冠と四聖人』のプレデッラ）1489年-1490年 ウフィツィ美術館所蔵
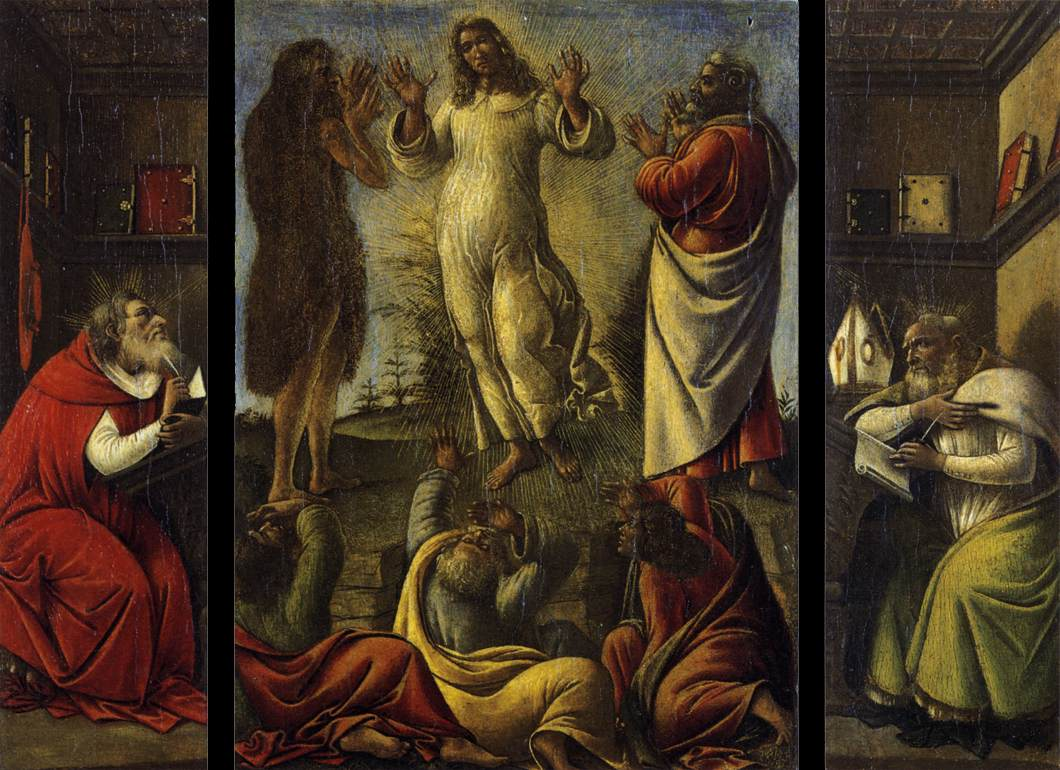
『変容と書斎の聖ヒエロニムス、聖アウグスティヌス』1500年頃 パラヴィチーニ＝ロスピリオージ宮殿（英語版）所蔵